# Remco Hakkert
Remco Hakkert (Den Haag, 1965) is een Nederlands zanger, dirigent en componist van voornamelijk christelijke liederen.
Hakkert studeerde in 1990 af aan het Stedelijk Conservatorium te Zwolle met als hoofdvak Piano (lichte muziek) en als bijvak Zang. Nog tijdens zijn opleiding werd hij gevraagd om het jongerenkoor Jedaja te begeleiden en dirigeren.
In 1994 won hij de talentenjacht van het programma Gospelpodium van de Evangelische Omroep met zijn eigen gecomponeerde nummer Hold me. Als gevolg hiervan mocht hij optreden met het Metropole Orkest en The Continentals. Hakkert werd later als solist een vaste gast van het televisieprogramma Nederland Zingt. Voor de EO-Gezinsdag in 2007 schreef hij het lied Toegewijd aan U, Hakkert was hier ook als spreker te horen. Hij en Angelique Koorndijk verleenden in 2008 als solisten hun medewerking aan de cd Woorden van waarde, een project van het Nederlands Bijbelgenootschap dat teksten uit de Nieuwe Bijbelvertaling op muziek had laten zetten.
Sinds 2014 is Hakkert in dienst bij de Evangelische Omroep als muziek-samensteller en presentator.

## Gospelkoren
Hakkert schreef toen hij 17 jaar was het lied I belong to You, dat nog steeds door veel gospelkoren wordt gezongen. Hij schreef meer dan zestig nummers voor koren en solisten. In 1997 kwam zijn eerste cd uit, waarop vier van zijn koren te horen zijn. Hakkert is dirigent van het gospelkoor S.I.G.N. uit Epe, gospelkoor Spring uit Voorthuizen en Gospelkoor Rejoice uit Vleuten - De Meern Utrecht. Ook was hij meer dan 20 jaar dirigent van Gospelgroep Reflection uit Utrecht waarmee hij de tournee The Journey heeft gedaan. Sinds 2023 staat ook Gospelkoor Reflection uit Zeist onder de leiding van Remco Hakkert.

## Discografie
- We will love Him (1997)
- Alone and yet... (2000), eerste solo-cd
- See if I care (2001), met Centre Gospel Choir
- De kracht van Uw liefde (2003)
- Stil (2004)
- The best and more (2005)
- Kom tot de Vader (2006)
- Via Bethlehem (2006), kerst-cd met Centre Gospel Choir
- Wij danken U (2007)
- Zuiver Goud (2008)
- Hoog is Uw Naam (2008), dvd Nederland zingt
- Mijn hulp is van U (2009)
- Dicht bij U (2010)
- This is my story (2010), met Centre Gospel Choir & band
- Dan zingt mijn ziel (2011), met Centre Gospel Choir
- This is my story (2011), dvd met Centre Gospel Choir & band
- This is my song (2011), met Centre Gospel Choir & band
- Hier ben ik Heer (2012)
- Stromen van zegen (2013), met Centre Gospel Choir
- 10000 redenen (2013), Together Worship-cd met vocals & band
- Adonai (2014), Together Worship-cd met vocals & band
- U Alleen (2015), Together Worship-cd met vocals & band
- Soeverein (2016), Together Worship-cd met vocals & band
- Hartsverlangen (2017), Together Worship-cd met vocals & band
- Met diep ontzag (2018), Together Worship-cd met vocals & band